# Bittacomorpha clavipes
Bittacomorpha clavipes är en tvåvingeart som först beskrevs av Fabricius 1781.  Bittacomorpha clavipes ingår i släktet Bittacomorpha och familjen glansmyggor. Inga underarter finns listade i Catalogue of Life.